# 蔡大業
蔡大業（?—?），字敬道，濟陽考城人。
蔡大寶之弟。性情寬恕，有將帥之材，常擔任重要詣闕。早年隨蕭詧發展。擔任西中郎府參軍。一日部隊虜獲長史裴政，不降，蕭詧下令將他就地處死，蔡大業諫阻道：“此民望也。若殺之，則荊州不可下矣。”。有子蔡允恭。

## 家族
- 祖父蔡履，南齊尚書祠部郎[3]
- 父親蔡點，南梁尚書台的左民侍郎、儀曹郎[4]
- 兄蔡大寶，後梁安豐文凱公
- 弟蔡大同，南梁輕車將軍府記室參軍